# Thomas Fincke
Thomas Fincke (Flensburgo, 6 gennaio 1561 – Copenaghen, 24 aprile 1656) è stato un matematico e fisico danese, che insegnò all'Università di Copenaghen per più di 60 anni.
Le sue scoperte più importanti sono raccolte nel libro Geometria Rotundi, pubblicato nel 1583, nel quale introduce le denominazioni moderne delle funzioni trigonometriche, tangente e secante.
Suo genero fu il fisico e naturalista Ole Worm, che ne aveva sposato la figlia Dorothea.

## Opere
- (LA) Thomas Finck, Geometriae rotundi libri XIIII, Basileae, Sebastian Henricpetri, 1583. URL consultato il 13 giugno 2015.

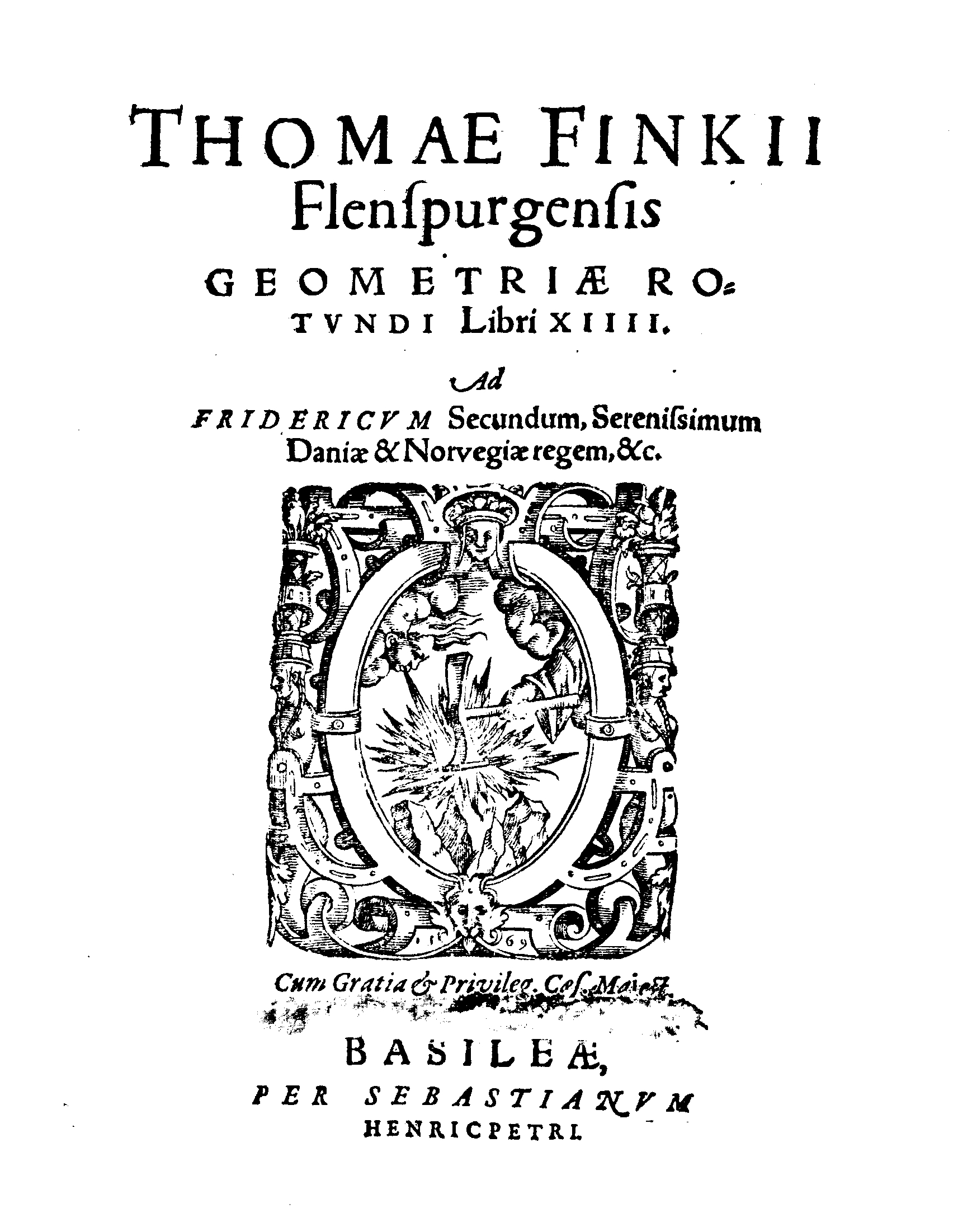
Geometriae rotundi libri XIIII, 1583

- Horoscopographia, Basilea 1583, Schleswig 1591
- De constitutione philosophiae mathematicae, 1591
- De Hypothesibus astroitronomicis
- De Constitutione Medicinae
- De Peste